# PIMCO
PIMCO，全称品浩（英語：Pacific Investment Management Company, LLC）是一个全球投资管理机构，产品涉及固定收益、股东权益、ETF、对冲基金等。PIMCO是大型投资管理公司之一，为全球包括中央银行、主权基金、养老金、公司等运作超过2.2万亿美元的资金。PIMCO总部位于美国加利福尼亚州新港滩，在美洲、欧洲、亚洲等17个不同地区的办公室有超过3,100名员工。